# Alex Abella
Alex Abella (La Habana, 1950) es un autor y periodista estadounidense mejor conocido por sus obras de no ficción Soldiers of Reason: The RAND Corporation and the Rise of the American Empire (2008) y Shadow Enemies: Hitler's Secret Terrorist Plot Against the United States (2003, con Scott Gordon).

## Primeros años
Nació en Cuba en 1950. Su familia abandonó el país tras la fallida invasión de Bahía de Cochinos en 1961. La familia se instaló en Nueva York, donde asistió a la Universidad de Columbia con una beca Pulitzer; escribiendo ahí mismo para el Columbia Daily Spectator.

## Carrera
Después de la universidad, se mudó a California para trabajar para el San Francisco Chronicle, inicialmente cubriendo noticias locales y luego noticias de la cadena como reportero, escritor y productor.
Dejó el Área de la Bahía de San Francisco a fines de la década de 1980 para mudarse a Los Ángeles, donde pasó siete años como intérprete de español para el Tribunal Superior de Los Ángeles. Su primera novela, The Killing of the Saints (1991), es un thriller policial ambientado en Los Ángeles sobre las creencias de la religión santería utilizadas como defensa para el asesinato. Saints y sus secuelas, Dead of Night (1998) y Final Acts (2000), presentan a un abogado cubanoamericano e investigador de la herencia cubana.
La segunda novela de Abella, The Great American (1997) está ambientada en Cuba en 1957 durante la Revolución Cubana y es la historia ficticia de un infante de marina de los Estados Unidos que luchó del lado de Fidel Castro.
El trabajo de no ficción de Abella incluye Shadow Enemies: Hitler's Secret Terrorist Plot Against the United States (2003), en coautoría con el profesor de derecho y actual juez del Tribunal Superior de Los Ángeles, Scott Gordon. El libro está ambientado en Alemania durante la Segunda Guerra Mundial y sigue a un grupo de agentes germano-estadounidenses entrenados en sabotaje y terrorismo.
El libro más reciente del autor, Soldiers of Reason: The RAND Corporation and the Rise of the American Empire (2008), es la primera historia del grupo de expertos en política exterior fundado por el ejército de los Estados Unidos y financiado en parte por el gobierno de los Estados Unidos.
Además de sus libros de no ficción, ha colaborado como escritor en Los Angeles Times y en el Huffington Post.

## Premios y reconocimientos
En KTVU-TV, fue nominado a un premio Emmy a la "Mejor noticia de última hora". Su primera novela, The Killing of the Saints (1991), fue elegido un libro notable por el New York Times.

## Obra

### Novelas
- The Total Banana (1979)[11]
- The Killing of the Saints (1991)[12]
- The Great American (1997)[13]
- Dead of Night (1998)[12]
- Final Acts (2000)[12]

### Libros de no ficción
- Shadow Enemies: Hitler's Secret Terrorist Plot Against the United States (con Scott Gordon, 2003)[12]
- Soldiers of Reason: The RAND Corporation and the Rise of the American Empire (2008)[12]
- More than a Woman (2013)[12]